# Abrochia dycladioides
Abrochia dycladioides är en fjärilsart som beskrevs av Heyl. 1890. Abrochia dycladioides ingår i släktet Abrochia och familjen björnspinnare. Inga underarter finns listade i Catalogue of Life.